# Chiesa di San Teodoro di Congius
La chiesa di San Teodoro di Congius è un edificio religioso ubicato in territorio di Simaxis, centro abitato della Sardegna centrale.
Realizzata tra il VII e l'VIII secolo e dedicata a Teodoro di Amasea, santo militare della tradizione bizantina, la chiesa ha subito pesanti lavori di restauro che ne hanno compromesso la leggibilità architettonica. L'edificio è ubicato a breve distanza dalle rovine delle chiese di San Nicolò di Mira e dell'Angelo.

## Altri progetti

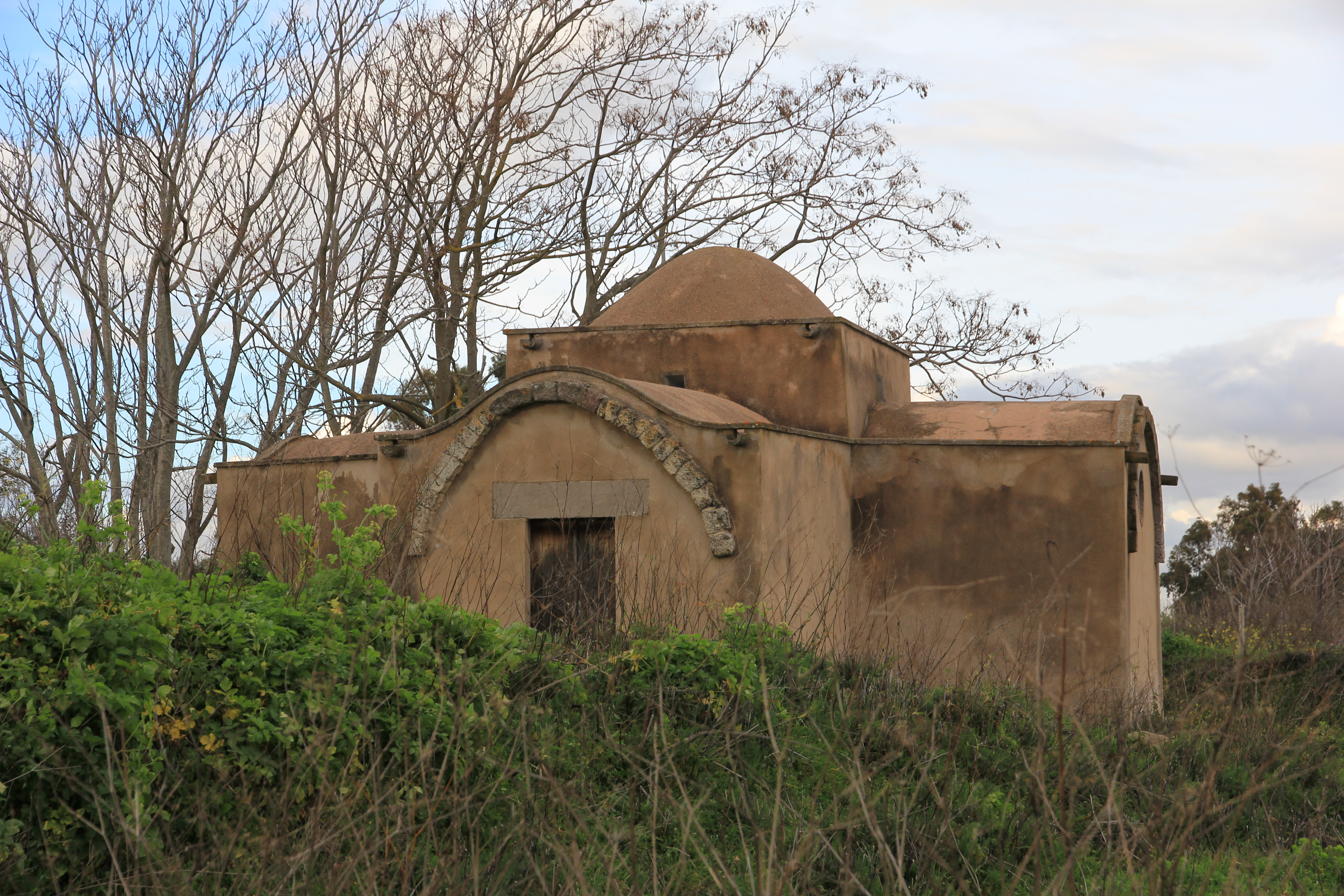